# Hecatomno

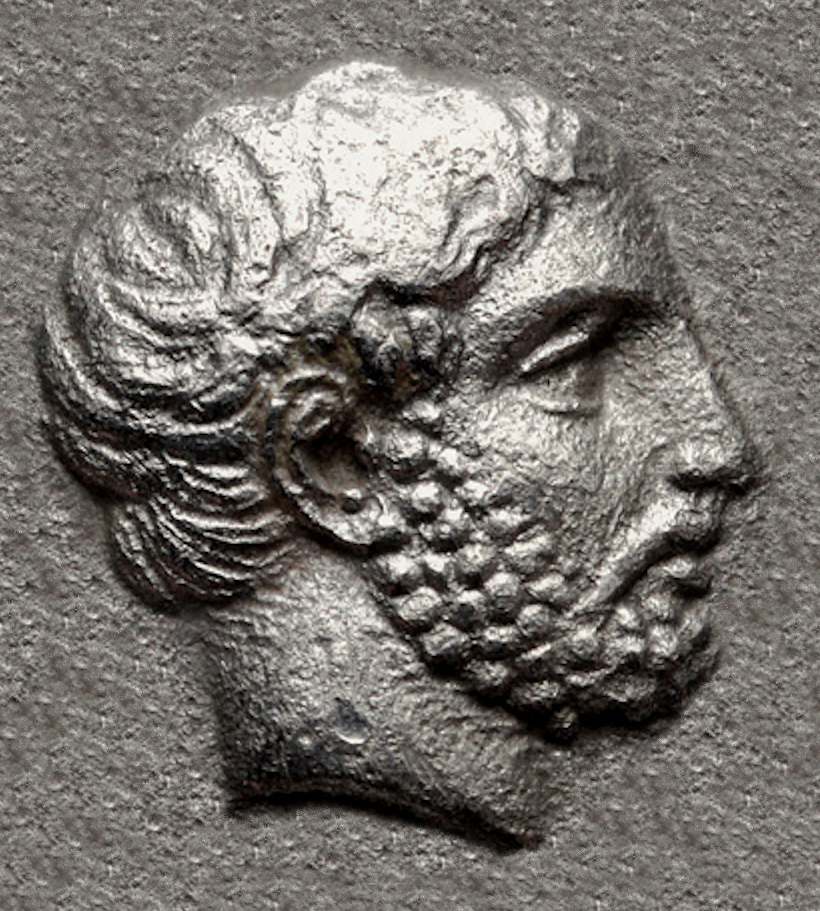
Hekatomnos

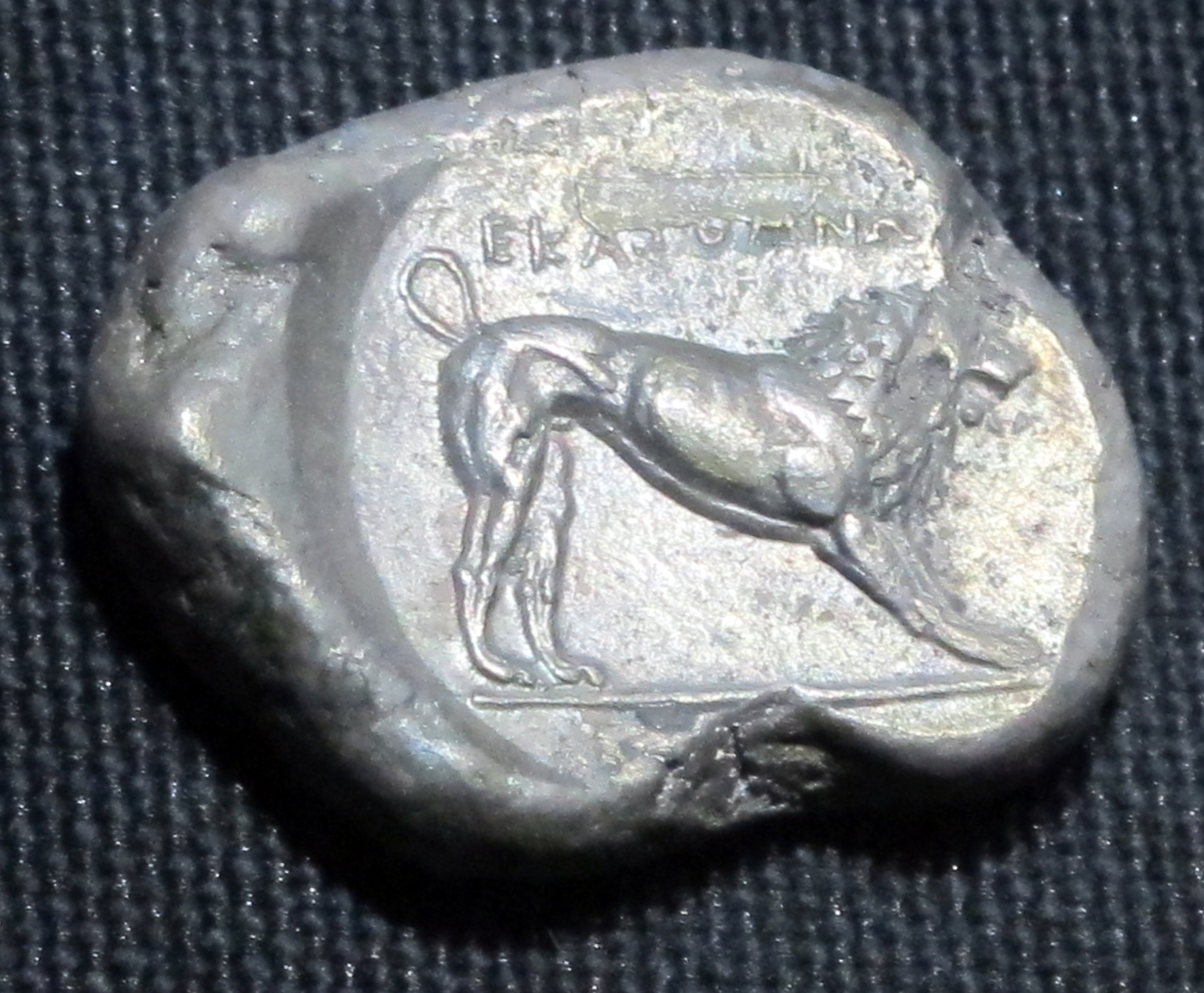
Moneda de Hecatomno

Hecatomno foi um sátrapa da Cária, de 390 a 377 ou 376 a.C..[carece de fontes?]
No segundo ano da 97a olimpíada, Evágoras, rei de Salamina do Chipre, resolveu expandir seus domínios, e iniciou a conquista de toda a ilha. Os cipriotas de Amato, Solos e Cítio resistiram, e enviaram embaixadores ao rei persa Artaxerxes II, pedindo ajuda, e reclamando que Evágoras havia matado o rei Ágiris, aliado dos persas. Artaxerxes encarregou Hecatomno, sátrapa da Cária, de lutar contra Evágoras.
No terceiro ano da 98a olimpíada, porém, Evágoras, em guerra contra Artaxerxes, tem como aliados Acoris, rei do Egito, e Hecatomno, que, secretamente, deu dinheiro a Evágoras para este suportar suas tropas mercenárias.
Hecatomno teve três filhos, Mausolo, Hidrieu e Pixódaro, e duas filhas, Artemísia e Ada. Mausolo se casou com Artemísia, e Hidrieu com Ada.
Mausolo foi o sucessor de Hecatomno, reinou por vinte e quatro anos, e, morrendo sem filhos, deixou o reino para sua irmã e esposa Artemísia. Depois de Artemísia, reinaram Hidrieu, Ada e Pixódaro, que derrubou Ada. Mais tarde, Ada foi restaurada por Alexandre, o Grande.